# Pleopeltis polylepis
Pleopeltis polylepis là một loài thực vật có mạch trong họ Polypodiaceae. Loài này được (Roem. ex Kunze) T. Moore miêu tả khoa học đầu tiên năm 1862.